# Ла-Вента (Табаско)
Ла-Вента (исп. La Venta) — город в Мексике, в штате Табаско, входит в состав муниципалитета Уимангильо. Численность населения, по данным переписи 2020 года, составила 8539 человек.

## Общие сведения
Название La Venta было дано поселению по роду деятельности: здесь торговали древесиной, а вентами называли торговые конторы.
Даты основания поселения не известно. Известность к нему пришла после 1925 года, когда исследователи Франс Блом и Оливер ла Фардж в непосредственной близости выявили центр ольмекской культуры, который заимствовал название Ла-Вента.
В 1950-х годах в регионе начали добывать нефть, город начал расширяться, вторгаясь на территорию археологических раскопок. В 1956—1957 годах по проекту Карлоса Пельисера колоссальные объекты ольмекской культуры были перемещены в парк-музей в Вильяэрмосу.
Вскоре компания Pemex начала в городе строительство нефтехимического комплекса, что привело к экономическому росту Ла-Венты.
15 декабря 2015 года Конгресс штата присвоил Ла-Венте статус города.
Он расположен в 75 км к северо-западу от муниципального центра, города Уимангильо, и в 120 км к западу от столицы штата, города Вильяэрмоса.

## Население
| Год  | Численность | Численность |
| ---- | ----------- | ----------- |
| 2000 | 8815        | [ 7 ]       |
| 2005 | 8771        | [ 8 ]       |
| 2010 | 8821        | [ 9 ]       |
| 2020 | 8539        | [ 10 ]      |